# Дрімлюга звичайний
Дрімлюга звичайний (Caprimulgus europaeus) — вид дрімлюгоподібних птахів родини дрімлюгових (Caprimulgidae), що гніздиться у помірних широтах Євразії та північно-західній Африці. Вдень птах не активний, сидить із заплющеними очима, наче дрімає, через що, напевно, й виникла його народна назва. Розміром з дрозда, вирізняється неяскравим сірувато-бурим забарвленням пір'я, яке добре маскує птаха на тлі кори або лісової підстилки. Як й інші види родини, має великі очі, короткий дзьоб, дуже великий («жаб'ячий») розріз рота і короткі ноги, які погано пристосовані для пересування по землі й обхоплювання гілок (з цієї причини птахи часто сидять уздовж гілок, а не впоперек). Заселяє світлі соснові ліси, вирубки, просіки, пустища, пустирі, у Південній Європі — зарості вічнозелених твердолистих та колючих чагарників (маквис). Перелітний птах, зимує в Африці південніше Сахари. Живиться комахами, на яких полює у повітрі.

## Опис

### Зовнішній вигляд
Невеликий з незвичними обрисами птах: довжина 26 — 28 см, розмах крил 54 — 60 см, вага 60 — 110 грамів. Тулуб дещо видовжений, як у зозулі, крила довгі й загострені, хвіст довгий. Дзьоб вкрай короткий і слабкий, проте розріз рота дуже великий. По кутах рота розвинені довгі та тверді щетинкові пера. Ноги дуже маленькі — видається, що коли птах сидить на землі, то припав усім тілом до ґрунту. Середній палець довший за інші та частково пов'язаний із сусідніми пальцями перетинками. Оперення м'яке та пухке, як у сов, через що дрімлюга на вигляд дещо більший, ніж є насправді. Забарвлення типово захисне: птаха, що нерухомо сидить, нелегко помітити на гілці дерева або серед опалого збляклілого листя. Верх бурувато-сірий з численними поперечними плямами та смужками рудуватого, каштанового та чорного кольорів. Низ бурувато-вохристий з дрібними темнішими поперечними смужками. Під оком добре виражена біла смужка. З боків горла є невеликі плями, чисто-білі у самця і руді у самиці. Крім того, у самця розвинені білі плями на верхівках крил і по кутах зовнішніх стернових пер, в іншому обидві статі дуже схожі. Молоді птахи більше схожі на дорослу самицю. Дзьоб чорний, райдужна оболонка чорно-бура.
Відчувши наближення хижака або людини, птах намагається злитися з навколишнім природним оточенням, зачаївшись та притиснувшись до землі або гілки. Якщо небезпека стає занадто близькою, птах легко злітає, іноді голосно ляскаючи крилами, і віддаляється на невелику відстань.

### Голос
Дрімлюга вирізняється серед інших птахів своїм своєрідним «співом», таким, що добре чути на відстані до 1 км. Голос демонструє самець, зазвичай сидячи на гілці сухостійного дерева на узліссі біля галявини або просіки. Його пісня — суха монотонна трель «рьрьрьрьрь», яка чимось нагадує бурчання жаб або торохтіння невеликого мотоцикла, лише гучніша. Одноманітне деренчання з невеликими перервами триває від заходу до світанку, при цьому тональність, частота та гучність звуку періодично змінюються. Наполоханий птах нерідко перериває трель високим та розтягнутим «фюрр-фюрр-фюрр-фюрррюю…», неначе розмірений гуркіт мотора несподівано захлинувся. Закінчивши пісню, дрімлюга завжди злітає та віддаляється. Самець приступає до токування через кілька днів після прильоту та продовжує співати все літо, ненадовго затихаючи у другій половині липня.

## Поширення

### Ареал

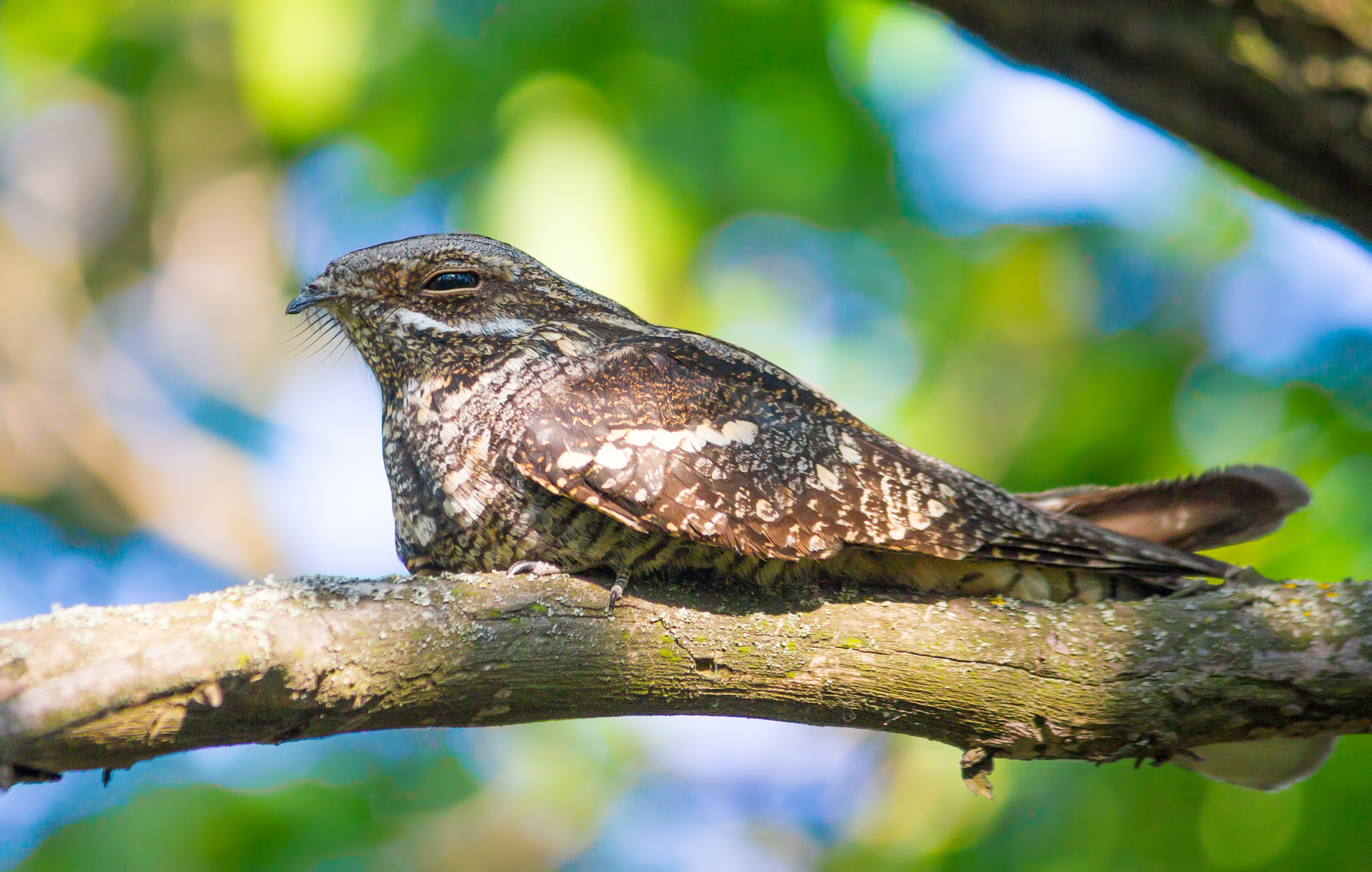
Дрімлюга на гілці дерева у заказнику «Дніпровські пороги»

Дрімлюга гніздиться в субтропійчній смузі північно-західної Африки та помірній смузі Євразії на схід до Забайкалля, де його змінює інший вид — Caprimulgus indicus. У Європі трапляється майже повсюдно, зокрема на більшості островів Середземного моря, проте у центральній частині він рідкісний. Звичайніший на Піренейському півострові і у країнах Східної Європи. Відсутній в Ісландії та північних районах Шотландії та Скандинавії, а також на півдні Пелопоннесу.
На схід від України гніздиться до басейну річки Онон (кордон з Монголією), на півночі трапляється до підтайгової зони; у європейській частині Росії до району Архангельська, на Уралі приблизно до 60-ї паралелі, на Єнісеї до Єнісейська, до північного Байкалу та середньої частини Вітімського плоскогір'я. Поширений також у Передній Азії до півдня Сирії, північного Іраку, Ірану та Афганістану, на схід до західної Індії, на заході Китаю до північного схилу Куньлуню і до Ордоса. В Африці гніздиться від Марокко на схід до Тунісу, на південь до Високого Атласу.
В Україні гніздиться на всій території, крім високогір'я; мігрує скрізь.

### Місця проживання

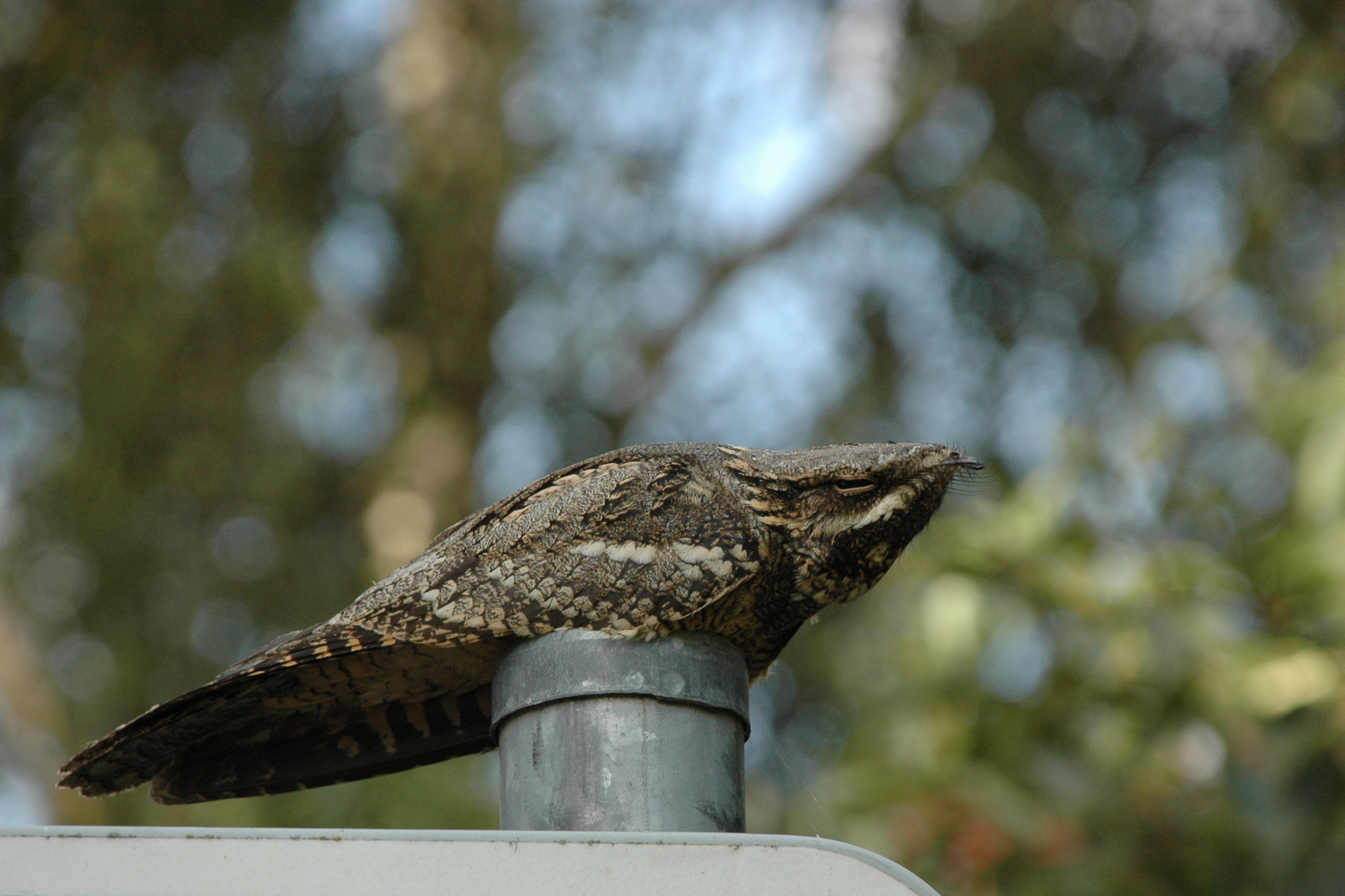
Великим планом

Заселяє відкриті та напіввідкриті ландшафти з сухими, добре прогрітими ділянками, при цьому основними факторами для успішного гніздування є суха підстилка, гарний сектор огляду та можливість раптово злетіти з гнізда з-під носа хижака, а також багато нічних летючих комах.
Охоче оселяється на ділянках, зарослих вересом, пустирях, у світлих, розріджених соснових лісах з піщаним ґрунтом та просіками, на околицях вирубок, полів, річкових долин, боліт. У південній та південно-східній Європі звичайний на кам'янистих та піщаних ділянках маквіса (заростей вічнозелених чагарників). У центральних областях Європи найбільшої чисельності досягає на військових полігонах та по занедбаних кар'єрах. У північно-західній Африці гніздиться на кам'янистих схилах з рідким чагарником. Основні місця існування в степу: заплавні ліси і схили балок з групами дерев або заростями чагарника.
Суцільного темного лісу дрімлюга уникає, і лише один підвид, C. e. plumipes, трапляється у пустельному ландшафті Гобі. Зазвичай заселяє рівнину, проте за сприятливих умов селиться аж до субальпійського поясу. Так, у горах Центральної Азії дрімлюги є звичайними в горах вище 3000 м над рівнем моря, а у місцях зимівель трапляються до межі льоду на висоті до 5000 м над рівнем моря. Господарська діяльність людини, така як вирубка лісу і влаштування протипожежних просік, сприятливо позначаються на чисельності дрімлюги. З іншого боку, розгалужена мережа шосейних доріг нерідко стає згубною для популяції цих птахів. Світло автомобільних фар приваблює нічних комах, на яких полює дрімлюга, а розігрітий вдень асфальт або бетонне покриття дороги є зручним майданчиком для відпочинку. Внаслідок цього птахи нерідко потрапляють під колеса, що зумовлює тотальне винищення птахів у районах зі жвавим автомобільним рухом.

### Міграції
Дрімлюга — типово перелітний вид, щорічно здійснює далекі міграції. Основні місця зимівлі номінативного підвиду, який гніздиться на більшій частині Європи, знаходяться у східній та південній Африці, хоча невелика частина птахів також переміщується на захід цього континенту. Підвид meridionalis, що заселяє Україну, Середземномор'я, Кавказ та райони, прилеглі до Каспійського моря, зимує у південних та, можливо, центральних областях Африканського континенту, а також у невеликій кількості на його заході. Підвиди sarudnyi, unwini та dementievi, які поширені в степових та гірських районах Центральної Азії, мігрують на схід і південний схід Африки. Крім того, невеликі скупчення зимуючих птахів форми unwini помічені в Ізраїлі, Пакистані та, ймовірно, північно-західній Індії. На південному сході Африки також зимують дрімлюги підвиду plumipes. Міграція відбувається широким фронтом, птахи на прольоті тримаються поодинці, зграй не утворюють. За межами природного ареалу випадкові зальоти задокументовані в Ісландії, на Фарерських, Азорських та Канарських островах, Мадейрі та Сейшелах.

## Чисельність
Чисельність в Європі оцінено в 470—1000 тис. пар, в Україні — 16—23 тис. пар.

## Розмноження
Статева зрілість настає на другому році життя, хоча зазвичай дрімлюги приступають до розмноження лише через рік після цього. Гніздяться парами, які на гніздовій ділянці нерідко возз'єднуються після попереднього сезону. Самці прибувають днів на 10 раніше самок, займають відповідну ділянку та приступають до токування: подовгу співають, голосно ляскають крилами над головою та виконують хитромудрі демонстративні польоти. Під час залицяння дрімлюга повільно пурхає, як метелик, і часто зависає на одному місці, при цьому тримає тулуб майже вертикально, а крила у вигляді латинської літери V, так, що добре помітні сигнальні білі плями.

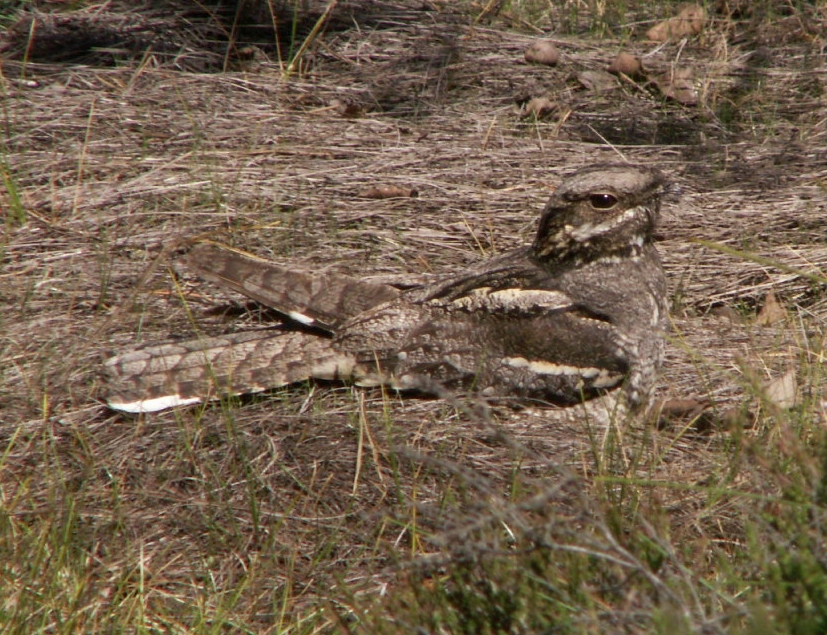
На гнізді

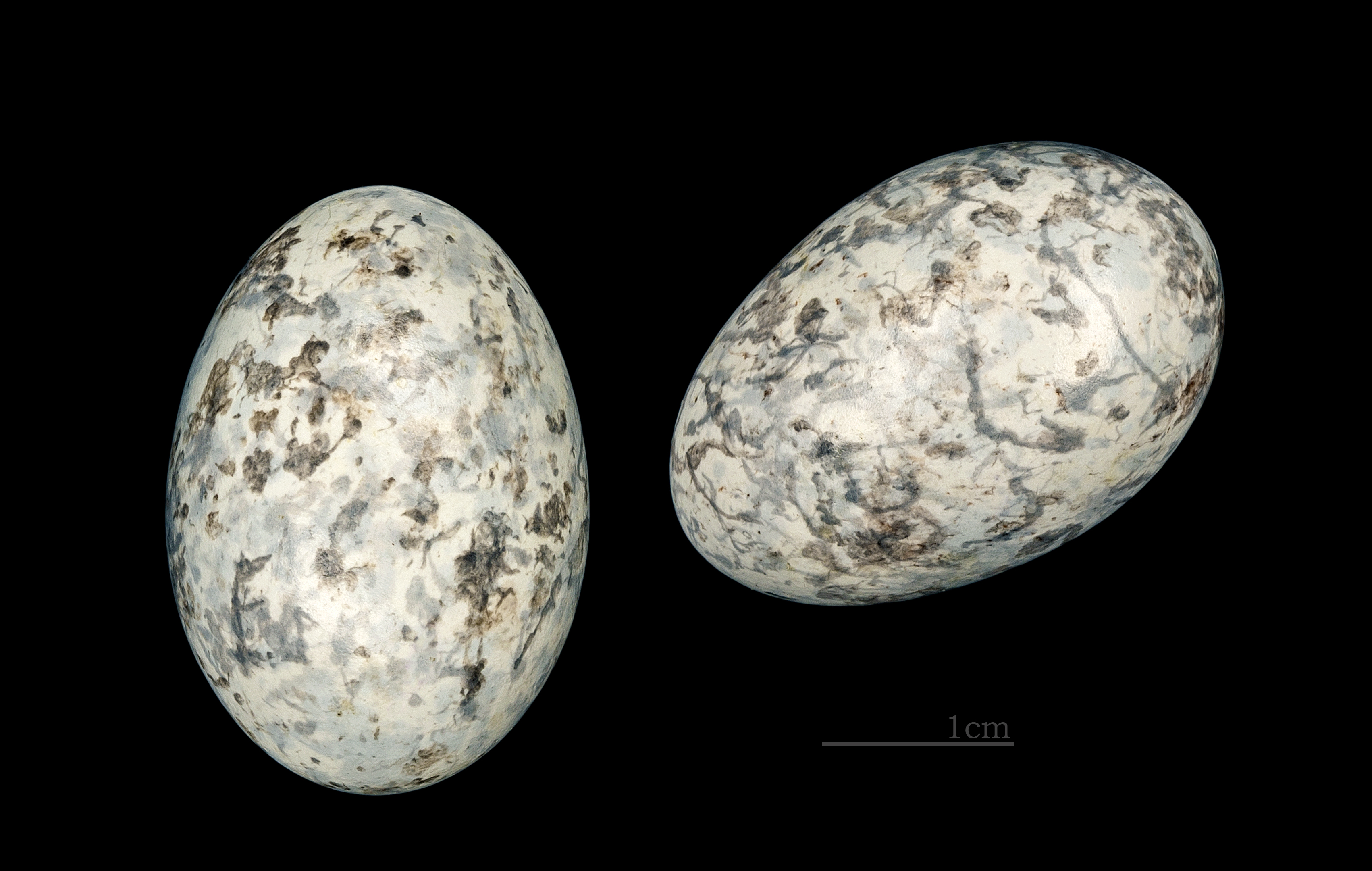
Caprimulgus europaeus

Самець демонструє самці кілька потенційних майданчиків для розміщення майбутньої кладки яєць, на кожному з них приземляючись та подаючи монотонну трель. Підлетівши, самка також подає подібні звуки. Пізніше самка самостійно вибирає місце для відкладання яєць, біля якого і відбувається спарювання. Гніздо як таке відсутнє, яйця птахи відкладають безпосередньо на землю, зазвичай на лісову підстилку з торішнього листя, хвої або деревної потерті, де самка буде залишатися непомітною. Найчастіше гніздо прикрите кущем, папороттю або опалими гілками, проте самка має хороший огляд навколо та можливість у разі небезпеки швидко і безшумно злетіти.
Кладки, зазвичай, трапляються наприкінці травня або на  початку червня, частіше вони містять 2 яйця подовженої еліпсоїдної форми, розміром 27—37 × 20—25 мм. Зрідка у гнізді трапляються ще одне або два яйця, які, ймовірно, є підкидьками. Шкаралупа блискуча, має білий або сіруватий тон і мармуровий малюнок із сірих та бурих плям. Насиджування триває приблизно 17 — 18 днів. Більшу частину часу на гнізді проводить самка, і лише іноді ввечері або вранці її підміняє самець. У разі наближення хижака або людини птах зачаюється і примружує око, звернене до прибульця, а якщо небезпека продовжує наближатись, то намагається відвести подалі від гнізда, прикинувшись пораненим. Захоплений зненацька або не маючи змоги злетіти, дрімлюга шипить, широко роззявивши рота, і робить випади у бік ворога.
Пташенята вилуплюються з інтервалом у добу, вони майже повністю (за винятком невеликих ділянок на потилиці та спині) покриті пухом — бурувато-сірим зверху та вохристим знизу. Вони швидко стають достатньо активними, і на відміну від дорослих птахів непогано ходять, оскільки у них ще не виросли крила і хвіст. Перші 4 дні потомство вигодовує лише самка, а потім обоє батьків. За ніч дорослі приблизно 10 разів повертаються до гнізда зі здобиччю, щоразу приносячи у волі до 150 комах. У віці двох тижнів пташенята роблять перші спроби злетіти, а ще через тиждень вже літають на невеликі відстані. Через 5 тижнів після вилуплення виводок стає повністю самостійним і розсіюється у найближчій околиці, перш ніж вирушить у першу тривалу подорож на зимівлю.

## Живлення

Група в траві

Живляться дрімлюги літаючими комахами, на яких полюють у темряві. У раціоні превалюють нічні метелики та жуки, але птахи також регулярно ловлять двокрилих (комарів, мошок), одноденок, клопів та перетинчастокрилих (бджіл та ос). Крім того, у шлунках птахів нерідко знаходять пісок та дрібні камінчики, а іноді  також рештки рослин. Неперетравлені залишки їжі відригуються у вигляді грудочок, так званих погадок — особливість, яка об'єднує різні види дрімлюг з багатьма совами та соколами.
Дрімлюги активні з настанням темряви і до світанку, полюють як на кормових територіях, так і далеко за їх межами. Якщо корму вдосталь, вночі роблять перерви та відпочивають, сидячи на гілці або землі. Комах зазвичай ловлять у польоті, іноді попередньо чатують на здобич із засідки — гілки дерева на краю галявини або біля іншого відкритого місця. Крім того, судячи з усього, скльовують корм з гілок або землі. Після нічного полювання дрімлюги вдень відпочивають, але не ховаються у дуплах або печерках, як сови, а влаштовуються відкрито — серед опалого листя або на гілці дерева, в останньому випадку частіше розташовуються уздовж гілки, а не впоперек, як більшість птахів. Під час відпочинку дрімлюгу можна виявити лише випадково, наполохавши з близької відстані — строкате оперення, примружені очі і малорухливість ховають його в навколишньому середовищі. 

## Класифікація та підвиди
Дрімлюга був науково описаний Карлом Ліннеєм у 10-му виданні його Системи природи 1758 року. Родова назва Caprimulgus у перекладі з латинської буквально означає «козодой» або «дояр кіз» (від латинських слів caper — коза, і mulgeō — доїти), її було запозичено з «Природничої історії» (Liber X 26 Ivi 115) Плінія Старшого; цей відомий римський історик та письменник вважав, що птахи ночами п'ють козяче молоко, присмоктавшись до вимені тварин, які згодом сліпнуть та гинуть. Дійсно, птахів нерідко бачили майже біля самих ніг худоби, що пасеться. Однак це пов'язано з великою кількістю комах, які були потривожені тваринами або злітаються на запах козячих кізяків. На цих комах дрімлюга і влаштовував полювання. Назва, заснована на помилковій думці, збереглася не лише в науці, а й перекочувала у кілька європейських мов. Видове прикметникове означення europaeus («європейський») прямо вказує на регіон, де вид було описано вперше.
Виділяють 6 підвидів дрімлюги, у яких мінливість виражається в загальних розмірах та варіюванні загального забарвлення оперення:
- C. e. europaeus Linnaeus, 1758 — північна та центральна Європа на схід до Байкалу, на південь приблизно до 60° п. ш.
- C. e. meridionalis Hartert, 1896 — північно-західна Африка, Піренейський півострів, північне Середземномор'я, Кавказ, Україна, північно-західний Іран та прибережні райони Каспійського моря.
- C. e. sarudnyi Hartert, 1912 — Центральна Азія від Казахстану та східного узбережжя Каспію на схід до Киргизстану, Тарбагатая та Алтайських гір.
- C. e. unwini Hume, 1871 — Азія від Іраку та Ірану на схід до західних схилів Тянь-Шаню та китайського міста Кашгар, а також Туркменістан та Узбекистан.
- C. e. plumipes Przewalski, 1876 — північно-західний Китай, західна та північно-західна Монголія.
- C. e. dementievi Stegmann, 1949 — південне Забайкалля, північно-східна Монголія.